# George O'Boyle
George O'Boyle (né le 14 décembre 1967 à Belfast en Irlande du Nord) est un footballeur international nord-irlandais, qui évoluait au poste d'attaquant, avant de devenir ensuite entraîneur.

## Biographie

### Carrière de joueur

#### Carrière en club
George O'Boyle joue trois matchs en Ligue 1 française avec les Girondins de Bordeaux.
Il inscrit 21 buts en deuxième division écossaise lors de la saison 1995-1996 avec l'équipe de St Johnstone, ce qui constitue la meilleure performance de sa carrière.
Il participe à la Ligue des champions avec le Linfield FC et à la Ligue Europa avec le club de St Johnstone.

#### Carrière en sélection
George O'Boyle reçoit 13 sélections en équipe d'Irlande du Nord entre 1994 et 1998, inscrivant un but.
Il joue son premier match en équipe nationale le 4 juin 1994, en amical contre la Colombie. Le 29 mai 1996, il inscrit un but lors d'un match amical contre l'Allemagne. Il reçoit sa dernière sélection le 10 octobre 1998, contre la Finlande, lors des éliminatoires de l'Euro 2000.

## Palmarès
| Linfield - Championnat d'Irlande du Nord (2) : - Champion : 1986-87 et 1988-89. - Vice-champion : 1987-88. - Coupe de la Ligue d'Irlande du Nord (1) : - Vainqueur : 1986-87. - Finaliste : 1988-89. |  | Dunfermline - Championnat d'Écosse D2 : - Vice-champion : 1993-94. |

| St Johnstone - Championnat d'Écosse D2 (1) : - Champion : 1996-97. - Coupe de la Ligue écossaise : - Finaliste : 1998-99. |  | Queen of the South - Championnat d'Écosse D2 (1) : - Champion : 2001-02. |